# Burghley House
Burghley House est un vaste château anglais (country house en anglais) britannique du XVIe siècle, situé près de Stamford (Lincolnshire), en Angleterre. C'est un exemple majeur de la prodigy house élisabéthaine, construite et toujours habitée par la famille Cecil. L'extérieur conserve en grande partie son aspect élisabéthain, mais la plupart des intérieurs datent de rénovations antérieures à 1800. La maison est ouverte au public à certaines périodes et propose un circuit des grands appartements d'apparat richement meublés. Son parc a été aménagé par Capability Brown.
Le château est à la limite des paroisses civiles de Barnack et St Martin's Without dans l'autorité unitaire de Peterborough (Cambridgeshire). Il faisait autrefois partie du Soke de Peterborough, une zone historique traditionnellement associée au Northamptonshire. Il se trouve à 1,4 kilomètre au sud de Stamford et à 16 kilomètres au nord-ouest du centre-ville de Peterborough.
La propriété est maintenant gérée par le Burghley House Preservation Trust, qui est contrôlé par la famille Cecil.

## Histoire

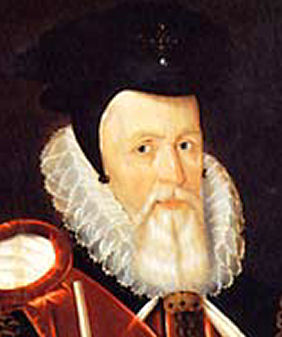
William Cecil (1er baron Burghley), secrétaire d'état d'Élisabeth Ire pendant la plus grande partie de son règne.

Burghley House est construit pour Sir William Cecil (1er baron Burghley), qui est Lord trésorier d'Élisabeth Ire (reine d'Angleterre) entre 1558 et 1587, sur le modèle des appartements privés du palais de Richmond, coûtant 21 000 £ à l'époque ,,. C'est ensuite la résidence de ses descendants, les comtes d'Exeter, et depuis 1801, les marquis d'Exeter. Depuis 1961, il appartient à une fiducie caritative créée par la famille,.
Victoria Leatham (née en 1947), experte en antiquités et personnalité de la télévision, a pris la suite de son père, athlète médaillé d'or olympique, président et membre de l'IAAF, David Burghley, en dirigeant la maison de 1982 à 2007. L'Olympic corridor commémore son père. Sa fille, Miranda Rock, est maintenant la fiduciaire résidente la plus active,. Le marquisat a été transmis en 1988 à l'oncle de Victoria, Martin Cecil (7e marquis d'Exeter) (1909-1988), puis à son fils, Michael Cecil (8e marquis d'Exeter) (né en 1935), tous deux éleveurs canadiens sur des terres achetées à l'origine par William Cecil (5e marquis d'Exeter), qui n'ont pas vécu à Burghley.

## Description

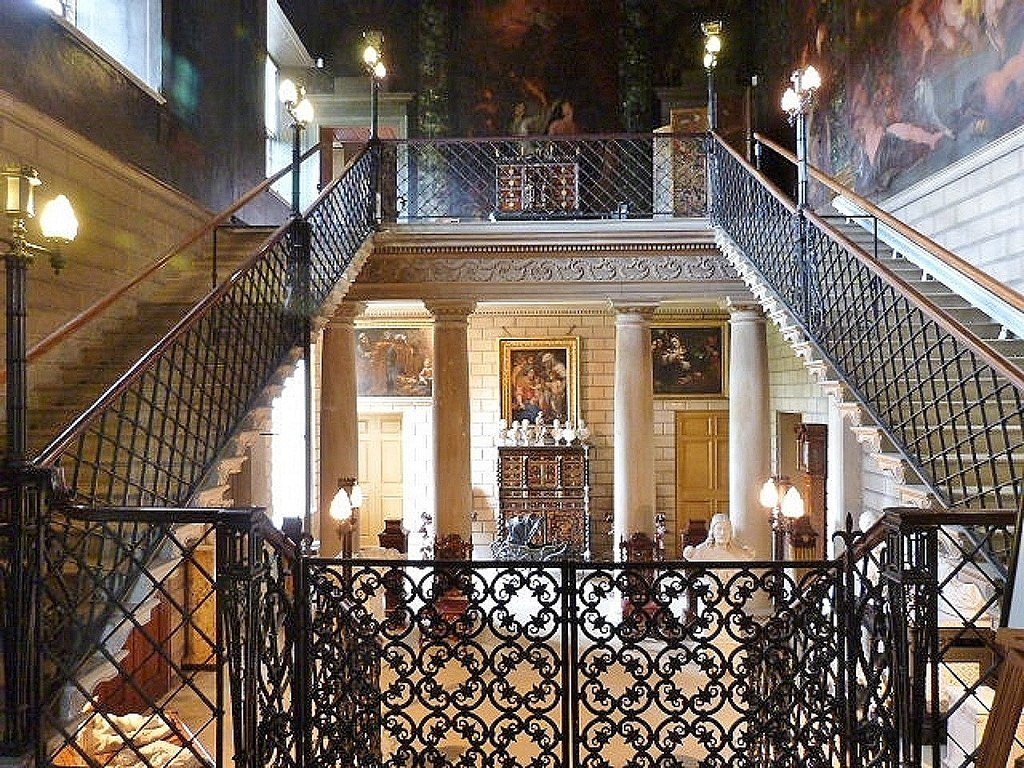
Le « Hell Staircase ».

Le château est l'un des principaux exemples de taille de pierre et de proportions de l'architecture élisabéthaine anglaise du XVIe siècle ; il reflète l'importance de son fondateur et l'opulence du domaine agricole des Cecil, dirigé vers la production de laine. Il dispose d'une suite de chambres remodelées dans le style baroque, avec des sculptures de Grinling Gibbons. Le corps central du logis dispose de 35 pièces principales, réparties aux rez-de-chaussée et premier étage. Il y a plus de 80 pièces de moindre importance et de nombreux vestibules, couloirs, salles de bains et salles de service,.
Au XVIIe siècle, les loggias ouvertes entourant le rez-de-chaussée sont fermées. Bien que le bâtiment ait été construit sur un plan en forme de E en l'honneur de la reine Élisabeth, ce plan a maintenant disparu sur son aile nord-ouest. Pendant la période de propriété de Brownlow Cecil (9e comte d'Exeter), qui en confie la modernisation à Capability Brown, la façade sud est surélevée pour modifier la ligne de toit, et l'aile nord-ouest est démolie pour permettre de mieux voir le panorama du nouveau parc ,,,. Une cheminée d'après le dessin du graveur vénitien Giovanni Battista Piranesi est également été ajoutée pendant son mandat.
Le soi-disant « Hell Staircase » et sa voisine « The Heaven Room » ont d'importantes peintures au plafond d'Antonio Verrio, datant entre 1697 et 1699. Les murs du « Hell Staircase » sont de Thomas Stothard, qui termine les travaux environ un siècle plus tard. La Bow Room est décorée de peintures murales et au plafond de Louis Laguerre.

## Collection d'art

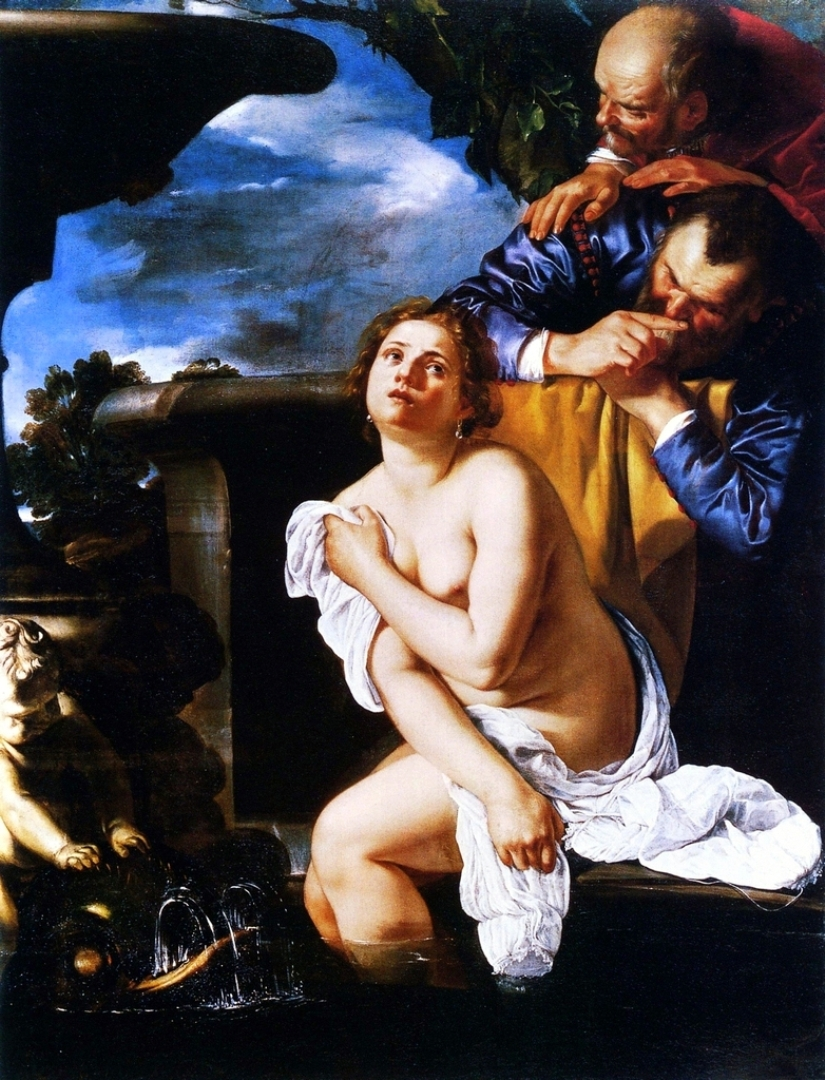
Artemisia Gentileschi, Suzanne et les Vieillards, 1622.

Bien qu'appauvries d'un certain nombre de pièces importantes par les droits de succession dans les années 1960, les collections d'art de Burghley sont principalement intactes et sont très grandes. Plusieurs centaines de peintures y sont conservées, dont une grande partie sont du XVIIe siècle, achetées en Italie par John Cecil, 5e comte d'Exeter et par Brownlow Cecil, le 9e comte (1725-1793). Ils ont visité l'Italie huit fois, rapportant de grandes quantités d'art. John Cecil a acheté 300 œuvres d'art au cours de ses 22 années à Burghley et a dépensé lors de sa dernière visite en Europe 5 000 £ (environ 600 000 £ en monnaie de 2017 ).
La chapelle possède un grand retable de Paolo Veronese et son atelier, et deux grands tableaux de Johann Carl Loth, peintre allemand actif à Venise dont les collections britanniques ont peu d'œuvres. Il y a au total sept œuvres de Luca Giordano, dont un autoportrait.
Des portraits de la famille Cecil, Elizabeth I, Henry VIII et Oliver Cromwell sont présentés dans la salle de la pagode. De nombreux murs et plafonds délicatement peints de la maison ont été réalisés par Antonio Verrio. Six portraits ovales de membres de l'Ordre de Little Bedlam, le drinking club du 5e comte, sont accrochés dans la salle de billard.
L'importante collection de porcelaine japonaise d'exportation est particulièrement importante car presque toutes les pièces encore présentes dans le château, et d'autres vendues en 1888 et 1959, peuvent être identifiées avec des pièces d'un inventaire de plusieurs centaines de céramiques réalisées en 1688. Ce sont les « premières pièces enregistrées en Europe » qui peuvent être documentées de cette manière ; elles présentent un grand intérêt pour les chercheurs.
Un certain nombre de pièces de mobilier sont exceptionnelles, notamment des œuvres des ébénistes célèbres du XVIIIe siècle, Ince et Mayhew, en plus de l'argenterie, de la tapisserie et des collections d'autres porcelaines, dont une grande partie est exposée au public dans les salles d'apparat ou les vitrines pour la céramique. Un nouvel espace « Trésor » dans la Brewhouse (brasserie) présente des expositions annuelles mettant en évidence des aspects des collections.

## Parc
Les avenues du parc sont toutes tracées par Capability Brown en 1755-1779, en respectant les plantations préexistantes, dont certaines datent du XVIe siècle, voire d'avant,.
Brown crée également le lac artificiel en 1775–80. Il a découvert une couche d'argile « bleue » imperméable sur le terrain et a pu agrandir l'étang original de neuf acres (36 000 m 2 ) au lac existant de 26 acres (105 000 m 2 ). Sa conception donne l'impression de regarder une rivière à méandres. Brown conçoit le Lion Bridge pour un coût de 1 000 guinées (1 050 £ ,) en 1778. Il est payé 23 000 £ au total pour la conception du parc. Le paysage de Brown a été conservé en plantant 30 000 nouveaux arbres entre 2012 et 2016.
À l'origine, les lions en pierre de Coade étaient utilisés comme ornement. À la suite de processus de météorisation , les exemples de pierre existants ont été fabriqués par le maçon local Herbert Gilbert en 1844. La reine Victoria et son mari, le prince Albert, ont planté deux arbres pour commémorer leur visite.
En plus du Burghley Horse Trials annuel, le parc accueille le « Burghley Run » de la Stamford School et une rencontre annuelle des Draghounds de l'université de Cambridge.
Les développements récents  incluent l'installation d'un parc de sculptures autour de l'ancienne glacière ; en 2007, un « jardin des surprises » a été créé en utilisant les traditionnels pièges à eau, grottes en coquillages et un labyrinthe de miroirs, mais dans un style du XXIe siècle. Le Burghley House Trust a commandé des œuvres d'art contemporaines pour le parc à des artistes de premier plan.
Le parc et les jardins de Burghley House sont classés Grade II * dans le registre des parcs et jardins historiques.

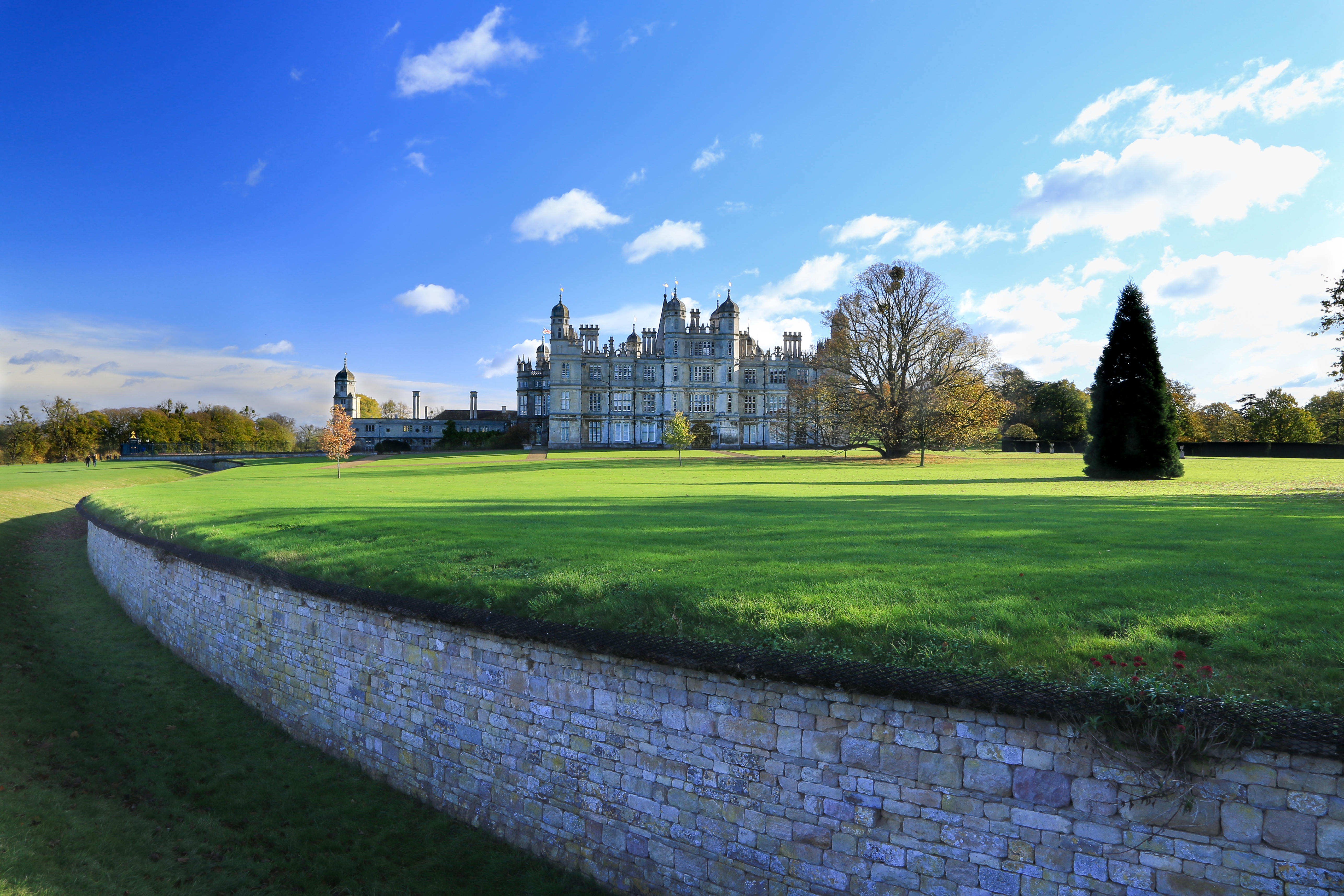
Burghley House depuis le ha-ha
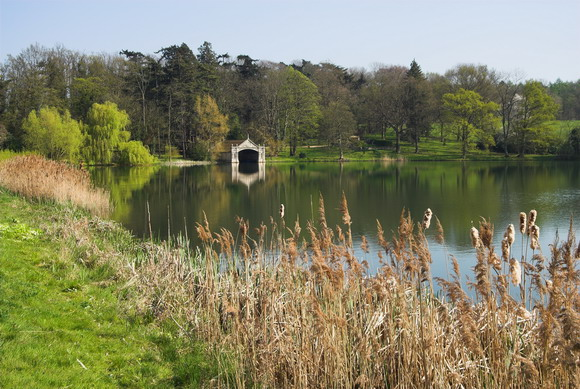
Partie du parc, lac et hangar à bateaux
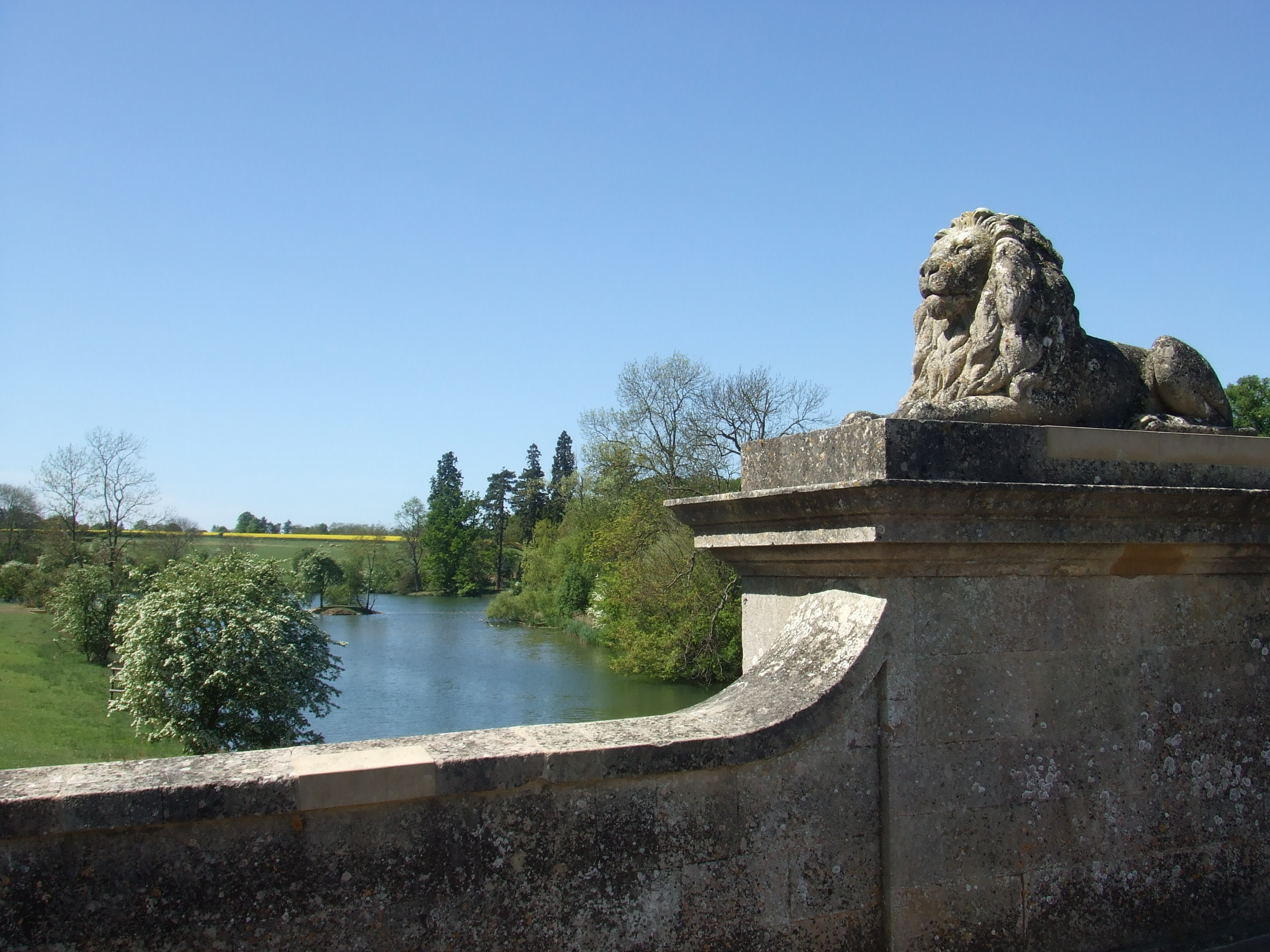
Sur le Lion Bridge

## Aujourd'hui
La limite du comté de Lincolnshire traverse le parc entre la ville de Stamford et Burghley House. Burghley est situé dans l'ancien Soke de Peterborough, autrefois une partie du Northamptonshire mais maintenant à des fins cérémonielles dans le Cambridgeshire ; pour la planification et d'autres fonctions municipales, Burghley House se trouve dans l'autorité unitaire de Peterborough
Burghley House est un monument classé (listed building) Grade I (édifice d'un intérêt exceptionnel) par English Heritage. avec une cour et une porte nord classées séparément. Le document d'inscription de la maison fournissait ce résumé: « Jardins à la française et terrains d'agrément C19 et C20, développés à partir de ceux initialement conçus par Lancelot Brown, entourés d'un parc d'origine C16 pour lequel Brown a fourni des plans étendus entre 1754 et 1777 »,.
Les résidents de la maison depuis 2007 sont Miranda Rock, directrice du Burghley House Preservation Trust, petite-fille du 6e marquis d'Exeter et fille de Lady Victoria Leatham, et Orlando Rock, président de Christie's UK, et leur famille. Les données avant la pandémie de Covid-19 au Royaume-Uni indiquent que le nombre de visiteurs du site chaque année avait presque doublé pendant le mandat de Miranda Rock, pour atteindre 110 000.

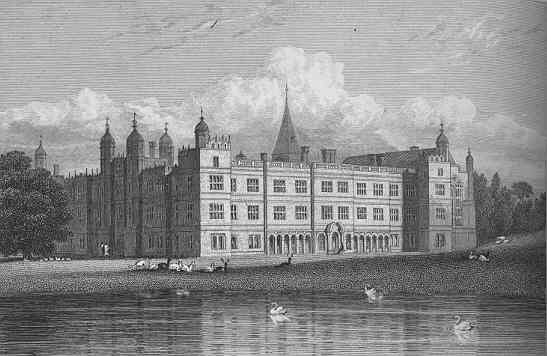
Burghley House par Jones's Views of the Seats of Noblemen and Gentlemen (1829)
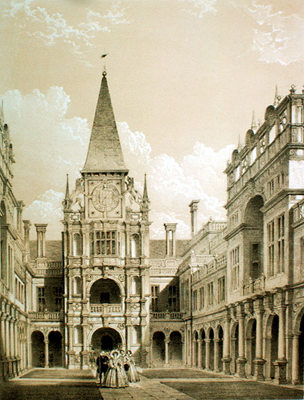
Cour de Burghley House, dessin de Joseph Nash (1870)

## Ancien village
Le village médiéval déserté de Burghley, mentionné dans le Domesday Book, a été abandonné en 1450. Le fait de ne pas localiser son site laisse supposer qu'il se trouvait près de Burghley House et se trouve peut-être sous le domaine,.

## Lieu de tournage

### Au cinéma
Burghley House a servi de cadre à de nombreux films, notamment des films historiques. Les façades élisabéthaines quasi inchangées et une variété d'intérieurs historiques en font un lieu de tournage idéal pour les films historiques et les films d'époque
Les films réalisés à Burghley sont:
- Le Da Vinci Code
- Orgueil et Préjugés de Joe Wright
- Elizabeth : L'Âge d'or
- BBC Two a filmé une série de 15 épisodes sur Burghley House qui ont été diffusés en octobre 2006.
- The Flash (2022)[34]

### A la télévision
Des séquences ont également été tournées dans la résidence dans le cadre de l'émission Secrets d'Histoire consacrée à la reine d'Angleterre Élisabeth Ire, intitulée Élisabeth Ire, la reine vierge, et diffusée le 7 avril 2015 sur France 2.

## Marquis et marquises de Burghley

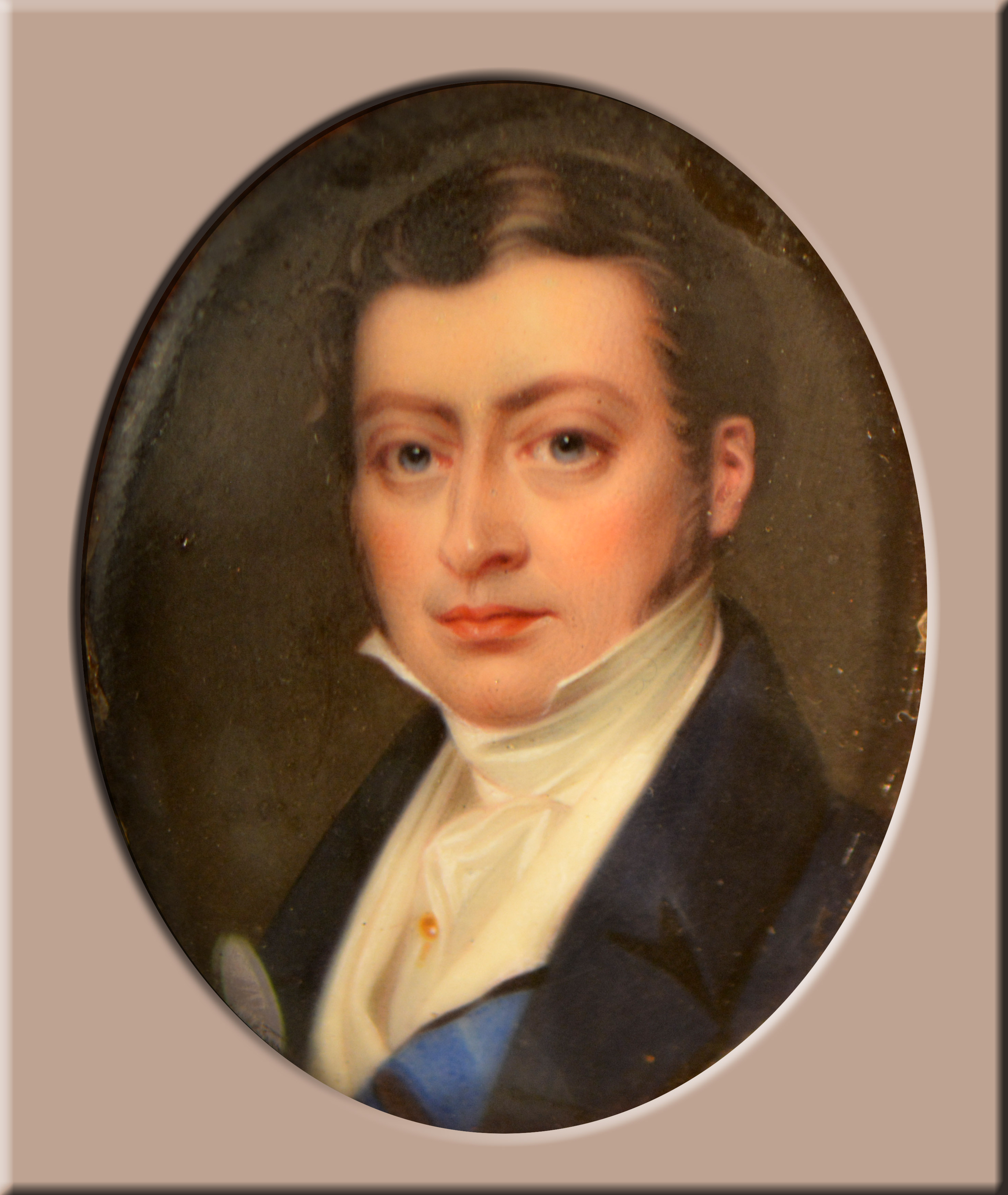
Brownlow, 2e marquis d'Exeter) peint par Henry Pierce Bone
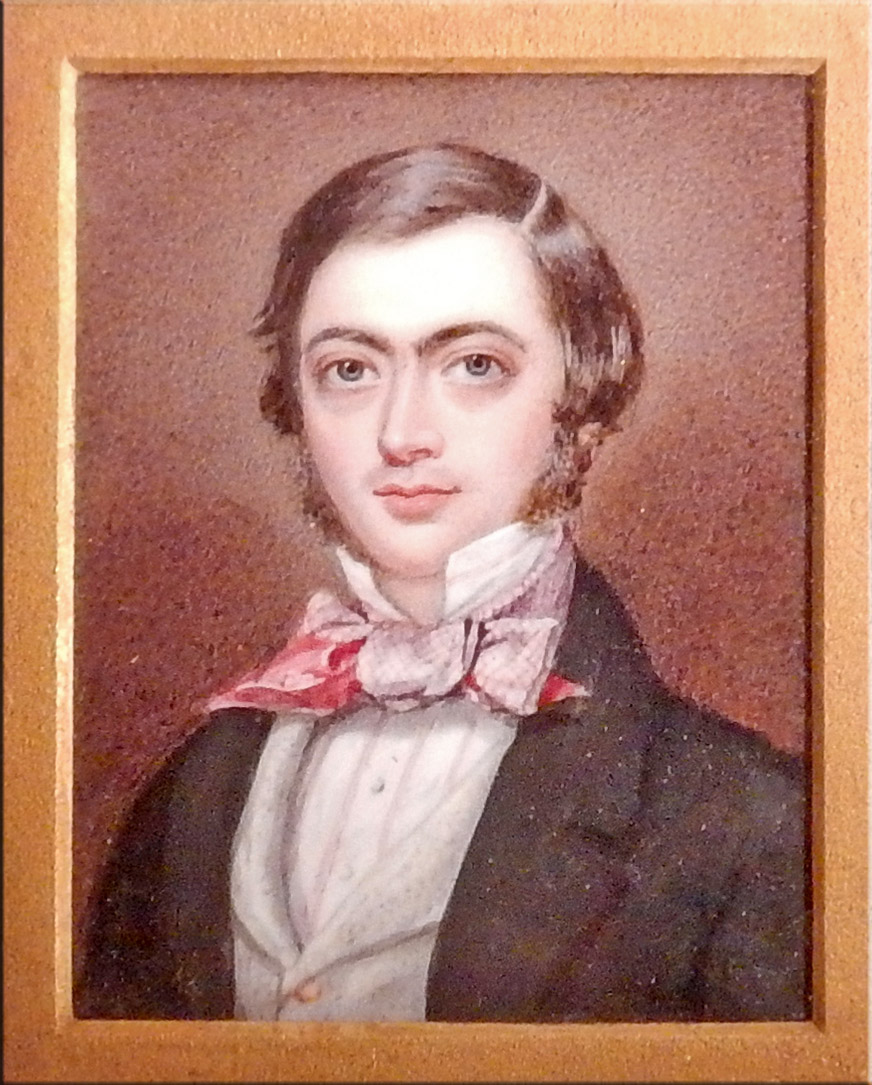
William Alleyne Cecil, 3e marquis d'Exeter (30 avril 1825 – 14 juillet 1895)
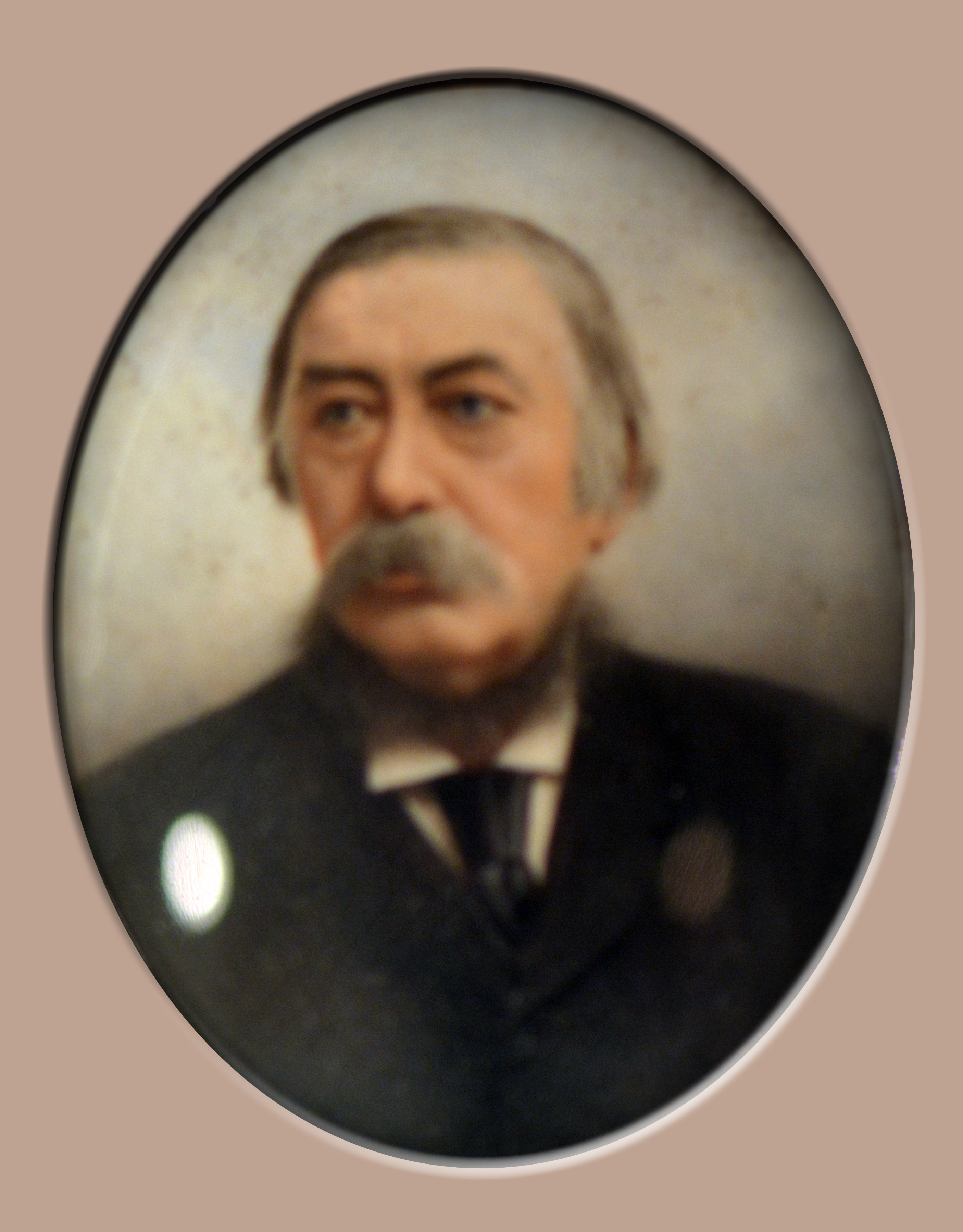
William Alleyne Cecil, 3e marquis d'Exeter (30 avril 1825–14 juillet 1895)
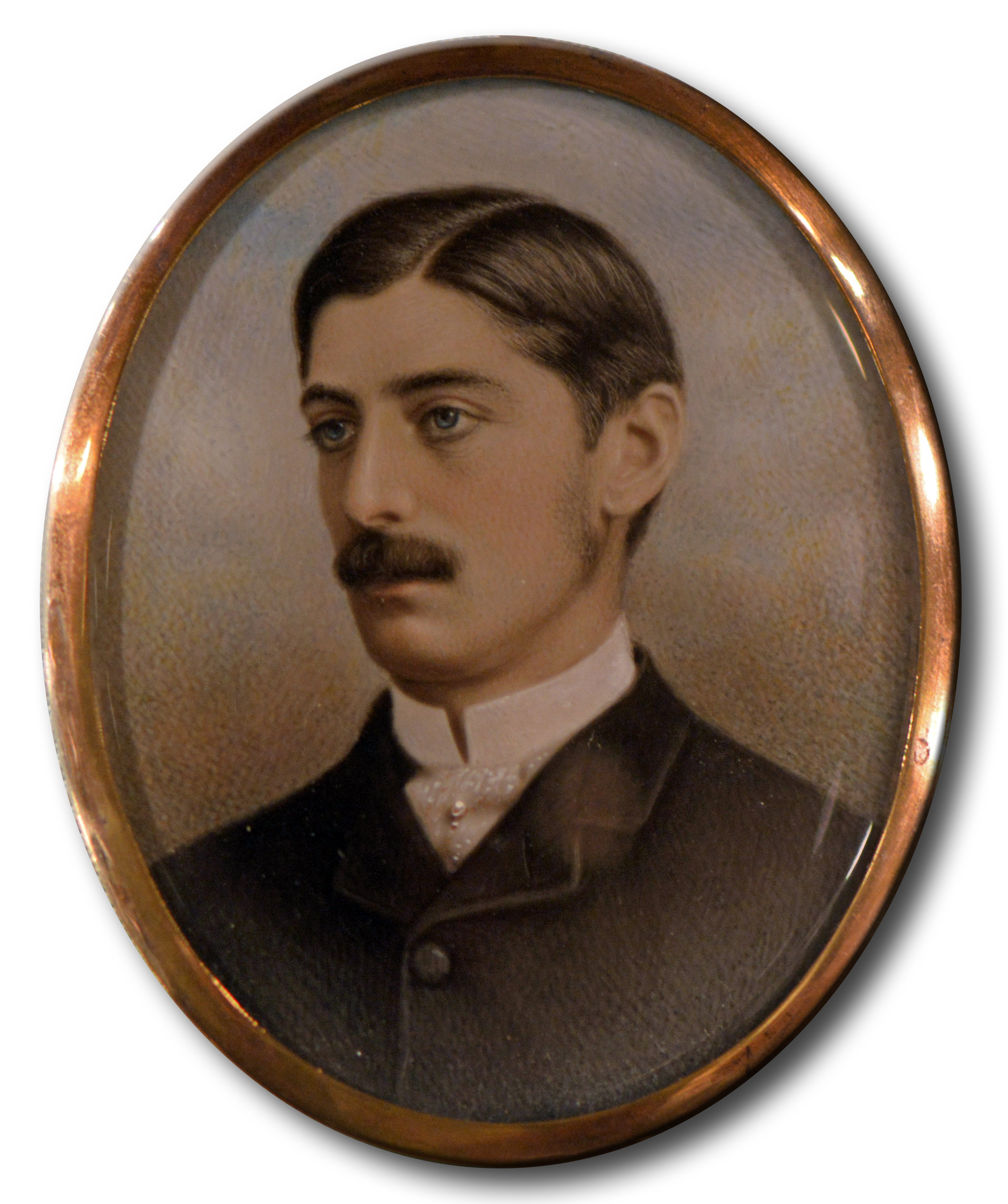
Brownlow Henry, 4e marquis d'Exeter
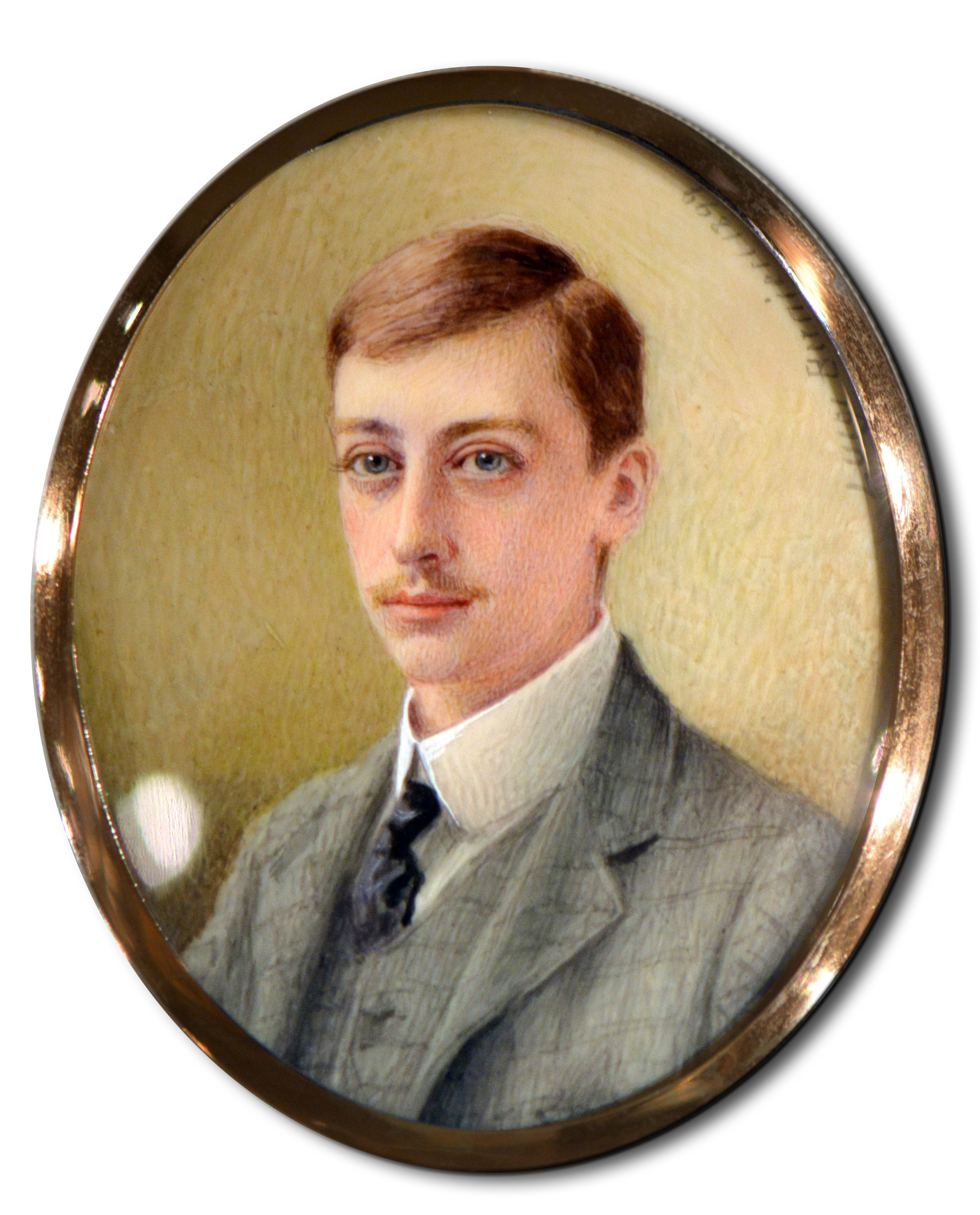
William Cecil, 5e marquis d'Exeter (Lord Burghley de 1895 à 1898), par Luigi Burnier, 1899

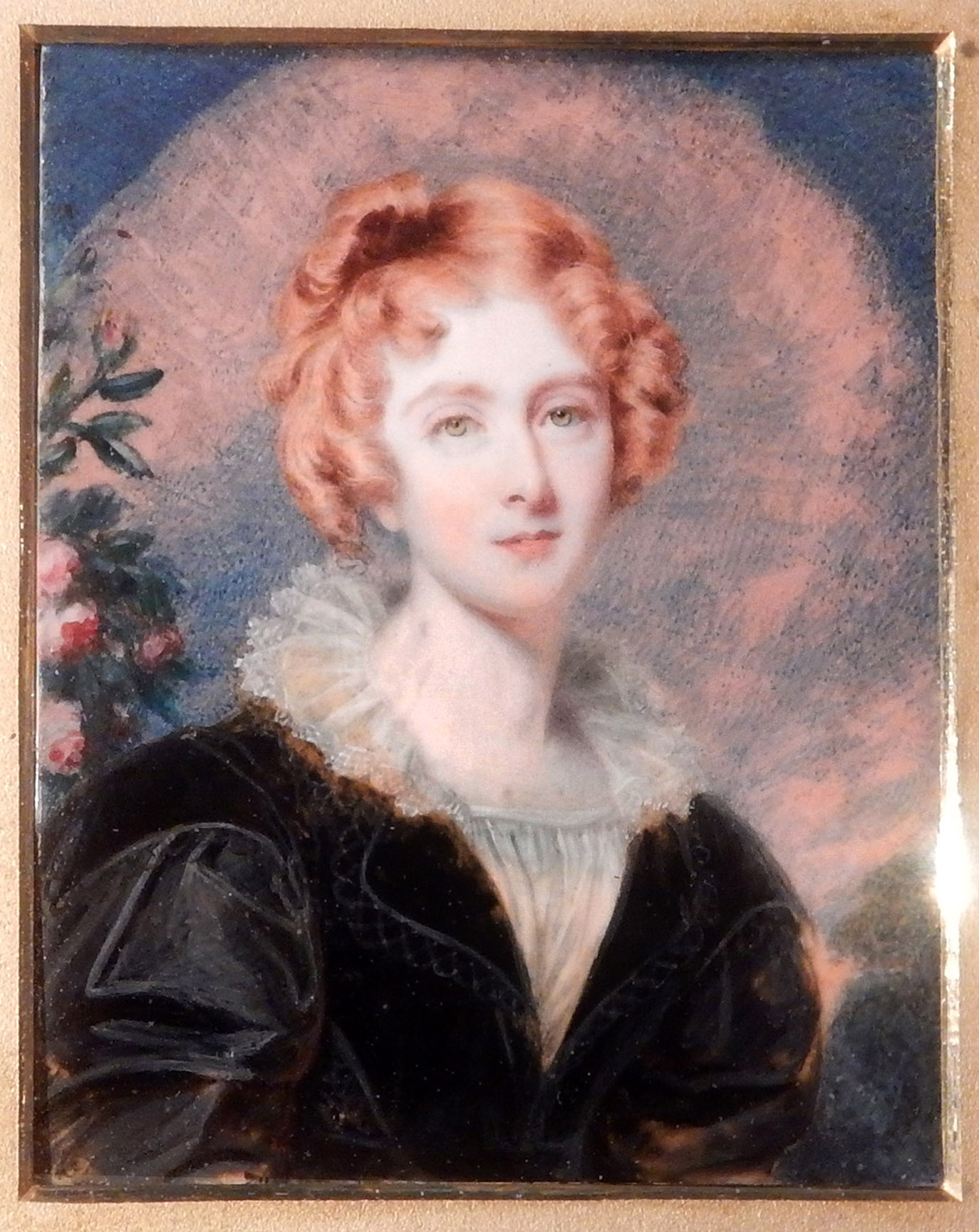
Isabella Poyntz (1803-1879), en 1830 ; épouse du 2e marquis d'Exeter
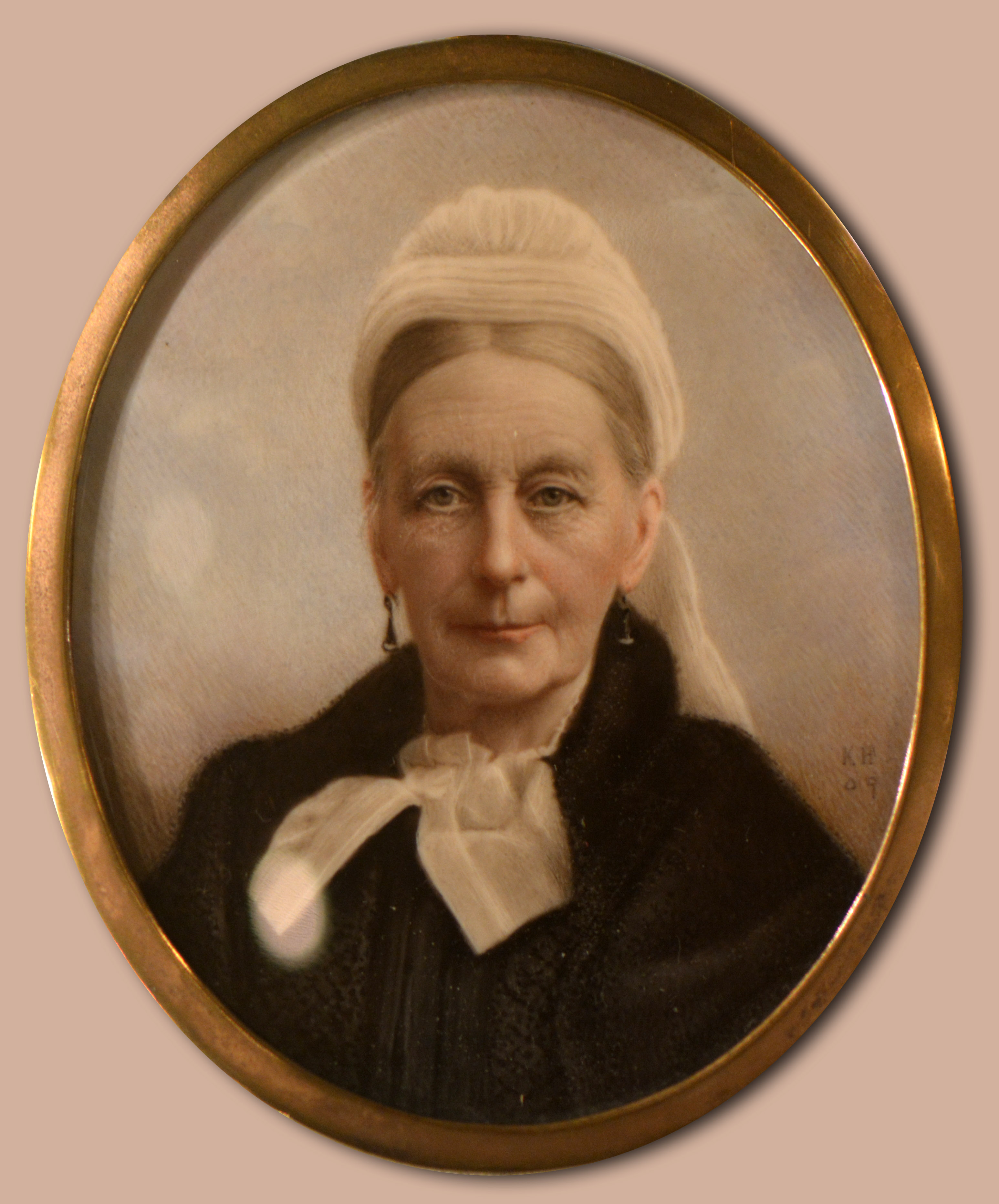
Giorgiana Sophia, épouse du 3e marquis d'Exeter, par Hargreaves
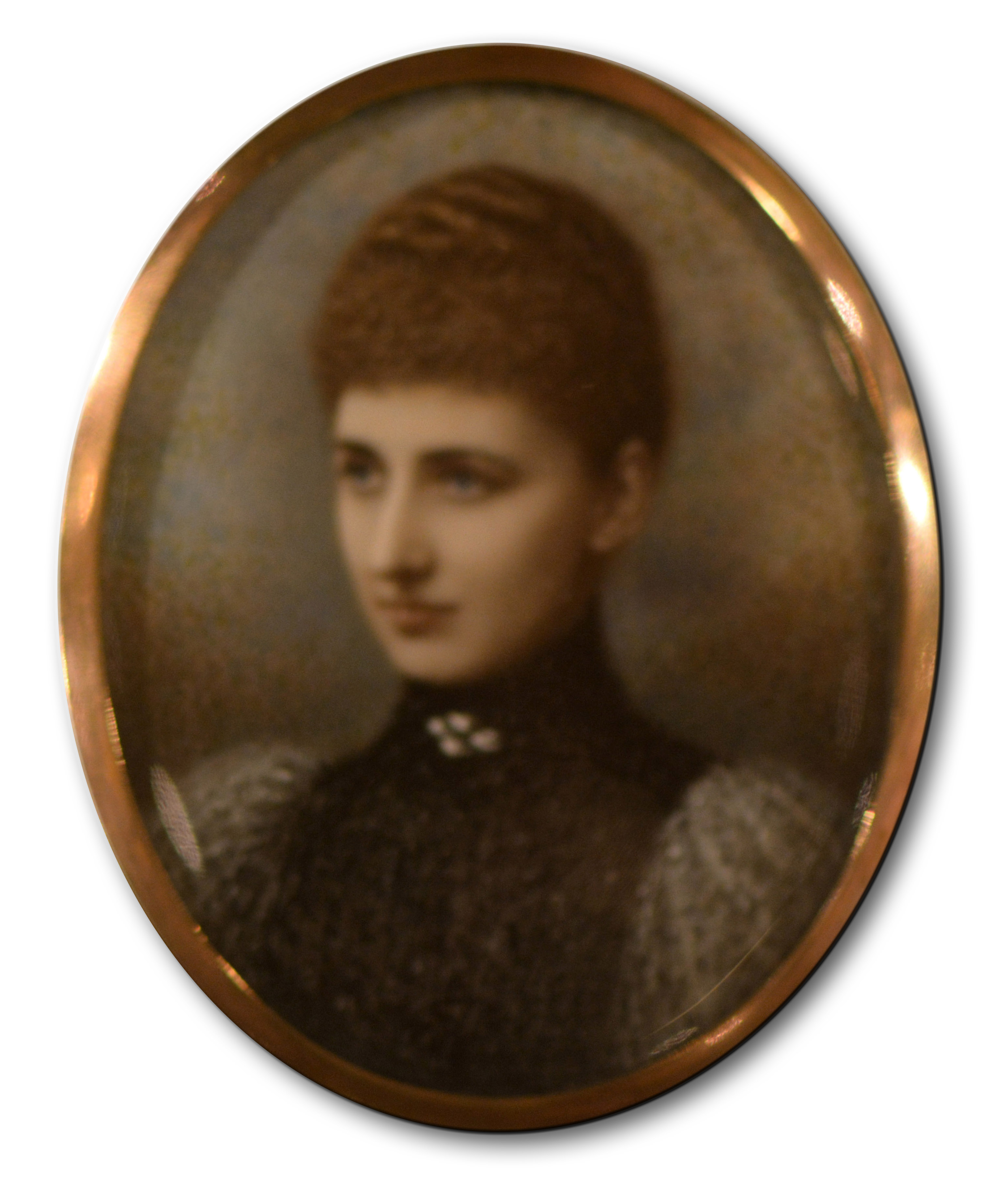
Isabella Cecil (Whichcote), marquise d'Exeter (née à Londres en 1857- morte en 1917)
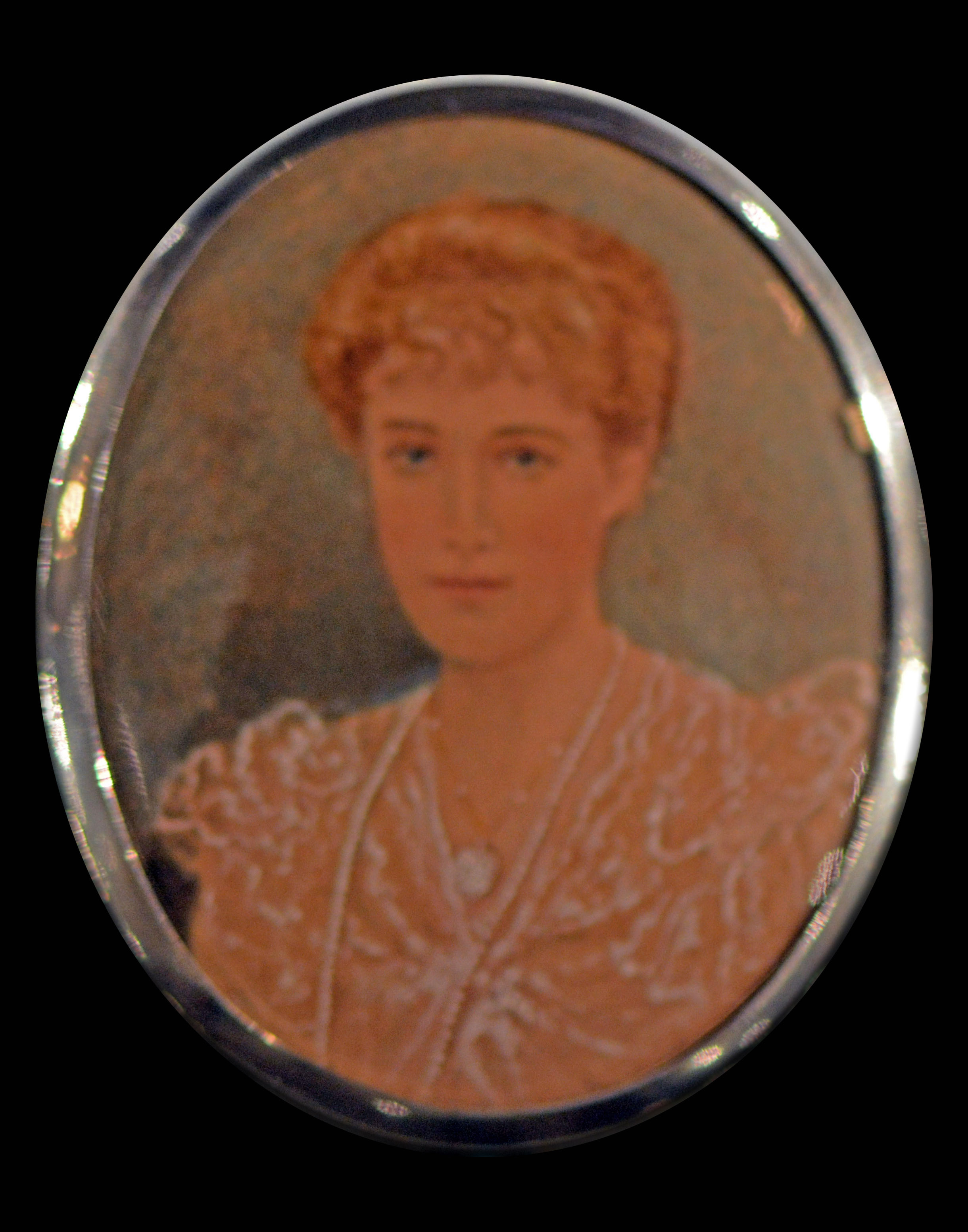
Myra Orde-Powlett (1879-1973), épouse de William, 5e marquis d'Exeter.